# Pueblo Nuevo, Peñamiller
Pueblo Nuevo är en ort i Mexiko.   Den ligger i kommunen Peñamiller och delstaten Querétaro Arteaga, i den centrala delen av landet, 210 km norr om huvudstaden Mexico City. Pueblo Nuevo ligger 1 966 meter över havet och antalet invånare är 207.
Terrängen runt Pueblo Nuevo är huvudsakligen kuperad, men österut är den bergig. Runt Pueblo Nuevo är det ganska glesbefolkat, med 24 invånare per kvadratkilometer. Närmaste större samhälle är Villa Emiliano Zapata, 15,2 km söder om Pueblo Nuevo. Trakten runt Pueblo Nuevo består i huvudsak av gräsmarker.